# Abd-al-Àhad (nom)
Abd-al-Àhad és un nom masculí teòfor àrab islàmic i cristià (àrab: عبد الأحد, ʿAbd al-Aḥad) que literalment significa ‘Servidor de l'Un', essent «l'Un» un epítet de Déu. Si bé Abd-al-Àhad és la transcripció normativa en català del nom en àrab clàssic, també se'l pot trobar transcrit Abd al-Ahad, Abd ul-Ahad, Abdul Ahad, Abdel Ahad, Abd al-Akhad... normalment per influència de la pronunciació dialectal o seguint altres criteris de transliteració.
Vegeu aquí personatges i llocs que duen aquest nom.